# Уссело
Уссело (нід. Usselo) — село в нідерландській провінції Оверейсел. Входить до муніципалітету Енсхеде.
Його площа становить 4,09 км², а населення станом на 2021 рік складало 320 осіб.

## Галерея

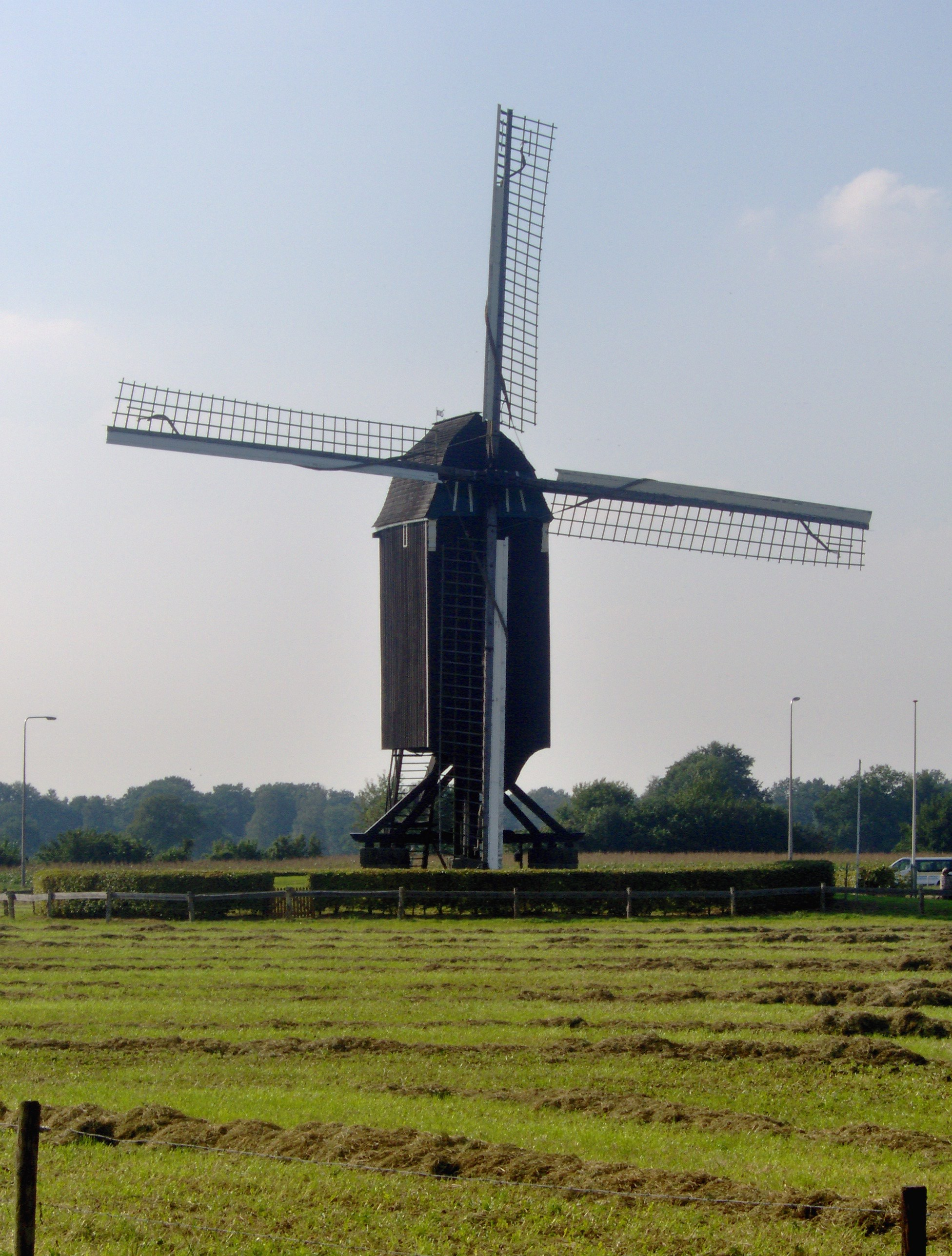
Вітряк у селі